# Copris mesacanthus
Copris mesacanthus är en skalbaggsart som beskrevs av Edgar von Harold 1878. Copris mesacanthus ingår i släktet Copris och familjen bladhorningar. Utöver nominatformen finns också underarten C. m. transvaalensis.